# Předseda vlády Jižní Koreje
Premiér Jižní Koreje (korejsky 대한민국 국무총리 Tehanminguk Kungmučchongni) je po prezidentovi druhý nejvyšší politický úřad v Jižní Koreji. Premiér je jmenován prezidentem Jižní Koreje se souhlasem Národního shromáždění. Premiér může být členem Národního shromáždění, ale k výkonu funkce to není nutné. Premiér není hlavou vlády Jižní Koreje, protože hlavou státu i vlády je v Jižní Koreji prezident. Úřad premiéra je podobný spíše viceprezidentovi, než skutečnému předsedovi vlády. Premiérem je Kim Min-sok. 
Pokud dojde k náhlému uvolnění úřadu prezidenta (např. v případě sesazení nebo smrti), dočasně zastává funkci prezidenta právě premiér.

## Sídlo
Oficiální bydliště premiéra je Rezidence předsedy vlády v Soulu. Jeho oficiální kancelář se nachází ve městě Sedžong.

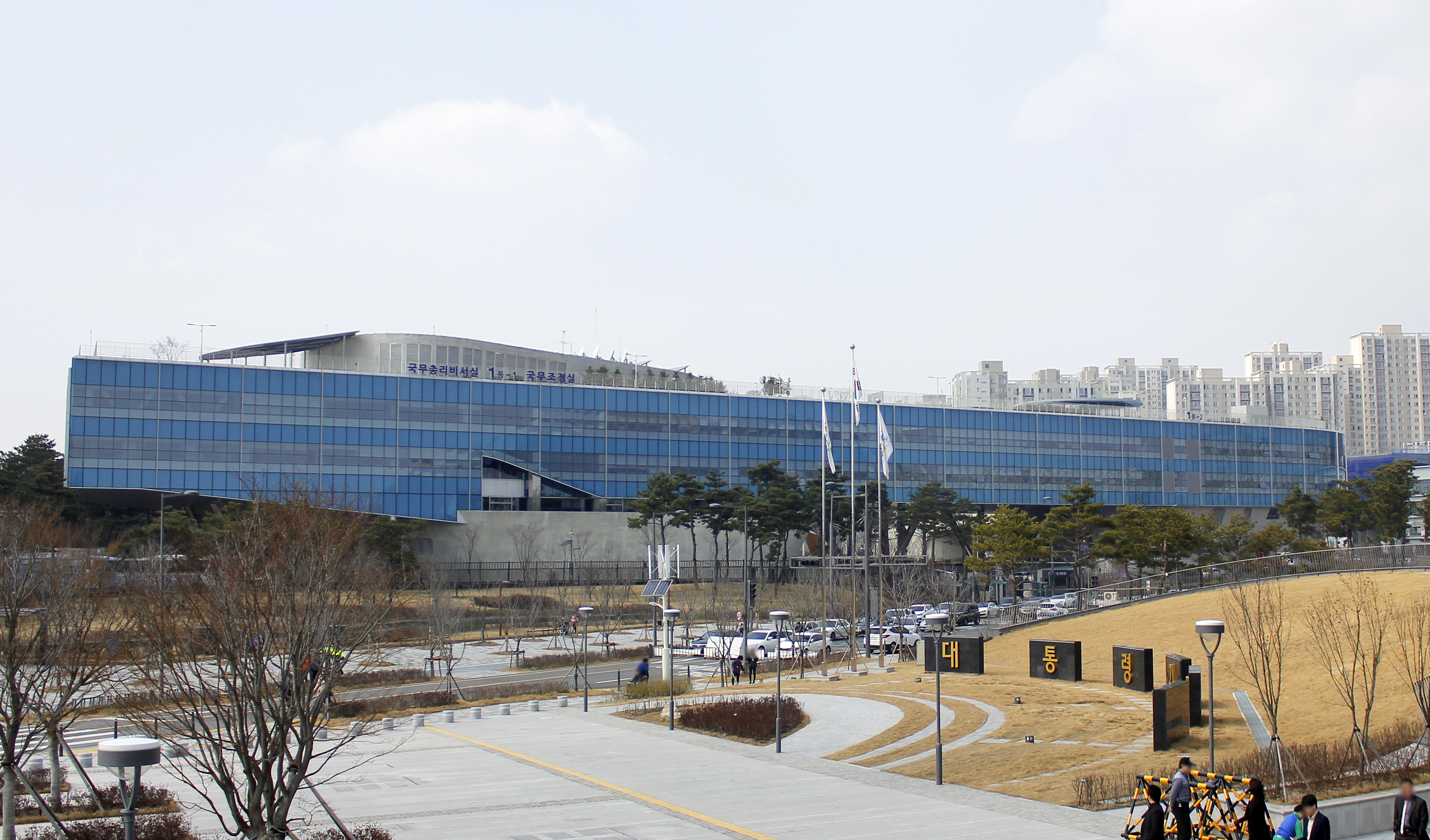
Kancelář premiéra Jižní Koreje v Sedžongu

## Po ukončení mandátu
Všichni bývalí premiérové dostávají doživotní penzi a pokud si to přejí, dostanou i ochranu od prezidentské bezpečnostní služby. Obvykle mívají státní pohřeb.